# Xã Sioux, Quận Monona, Iowa
Xã Sioux (tiếng Anh: Sioux Township) là một xã thuộc quận Monona, tiểu bang Iowa, Hoa Kỳ. Năm 2010, dân số của xã này là 68 người.